# Апостильб
Апости́льб (англ. apostilb від грецького αποστίλβω — блищати) — застаріла одиниця яскравості. Позначення: українське - асб; міжнародне – asb. 
1 апостильб — це яскравість поверхні світністю 1 лм/м², яка рівномірно розсіює світло в усіх напрямках. 
Співвідношення з одиницею системи SI: 1 асб = 1/ π кд/м2. Співвідношення з іншими одиницями вимірювання: 1 асб = 1/π × 10−4 сб = 0,3199 нт = 10−4 Лб.
Була введена французьким фізиком Андре Блонделем, тому в 1942 році американський інженер-електрик Пері Хірам Мун (англ. Parry Hiram Moon) пропонував її переназвати в блондел.
В Україні в сфері законодавчо регульованої метрології апостильб не використовується, оскільки використовується похідна одиниця системи SI — кандела на метр квадратний (кд/м²).